# An Me Thimase
«An Me Thimase» (грец. Αν Με Θυμάσαι, укр. «Якщо ти мене пам'ятаєш») — пісня співачки Деспіни Олімпіу, з якою вона представляла Кіпр на пісенному конкурсі Євробачення 2013. Пісня була виконана 14 травня в першому півфіналі, але до фіналу не пройшла.